# Heliophila
Heliophila é um género botânico pertencente à família Brassicaceae.